# Seishi Yokomizo
Seishi Yokomizo (横溝 正史, Yokomizo Seishi) (Kobe, 24 maggio 1902 – Tokyo, 28 dicembre 1981) è stato uno scrittore giapponese.

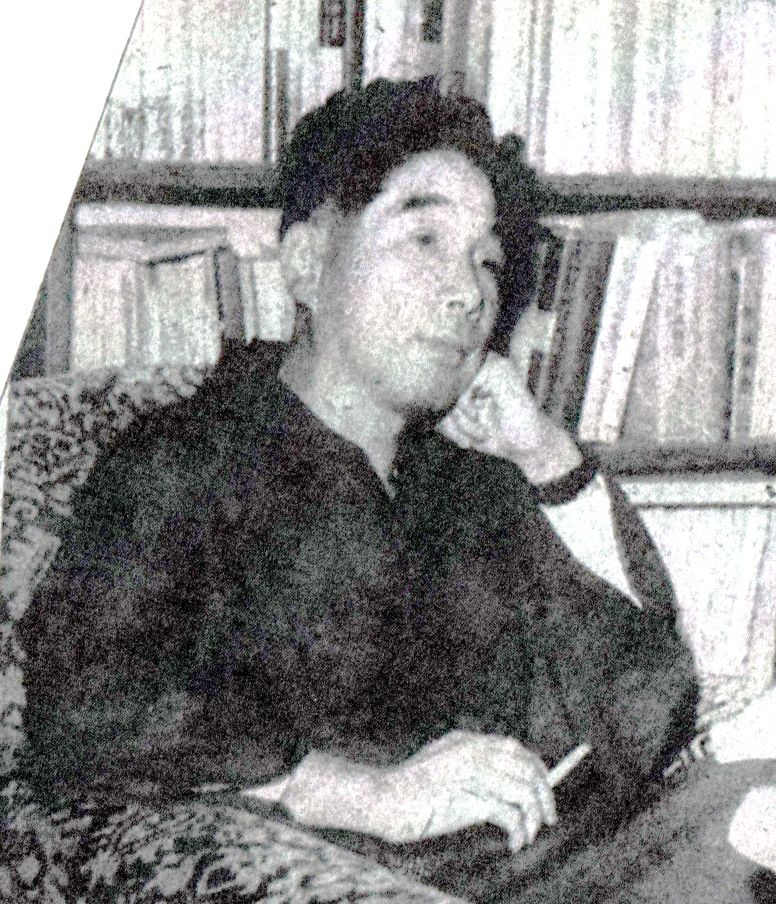
Seishi Yokomizo nel 1952

Yokomizo fu uno dei pionieri del genere giallo durante l'epoca Showa, introducendo nella letteratura giapponese il giallo di matrice occidentale con popolari detective alle prese con casi di complicata risoluzione, spesso con caratteristiche che rimandano alla tradizione e al soprannaturale della cultura nipponica.

## Biografia
Seishi Yokomizo nacque a Kōbe, nella prefettura di Hyōgo, il 24 maggio 1902 da una famiglia abbiente proprietaria di una farmacia.
Appassionato fin da ragazzo di storie d'indagine, si impiegò nel 1921 presso la Banca Daiichi e durante questo periodo pubblicò il suo primo racconto sulla rivista Shin Seinen (新青年?), ma non si trattava ancora di un romanzo giallo. Nel frattempo continuò gli studi laureandosi in farmaceutica presso l'Università di Osaka con l'intenzione di continuare con la tradizione di famiglia, sebbene scettico circa la possibilità di continuarne il commercio di farmaci di preparazione tradizionale visto l'avanzare incalzante della medicina e delle cure moderne.
Spinto dal suo amore per la scrittura e su suggerimento dell'amico Edogawa Ranpo, autore di spicco del genere giallo e horror giapponese, si trasferì a Tokyo con l'intenzione di entrare nel giro letterario. Nel 1926 fu assunto presso la casa editrice Hakubunkan dove lavorò come curatore ed editor di parecchie pubblicazioni. Durante quel periodo promosse la pubblicazione di parecchi autori di genere thriller, avvicinando il genere al grande pubblico. Si dimise dall'incarico nel 1932 per dedicarsi completamente alla scrittura.
I suoi primi lavori da giallista risalgono al 1934 quando l'autore si trovava convalescente presso le montagne di Nagano dopo aver contratto la tubercolosi. Lì Yokomizo completò il romanzo Onibi (鬼火? "Fuoco fatuo"), pubblicato l'anno seguente con qualche difficoltà con la censura che operò diversi tagli. L'autore non si lasciò scoraggiare e realizzò in rapida sequenza il suo secondo lavoro, Ningyō Sashichi torimonochō (人形佐七捕物帳? "Memorie del detective Sashichi detto 'Bambola'") (1938-1939).

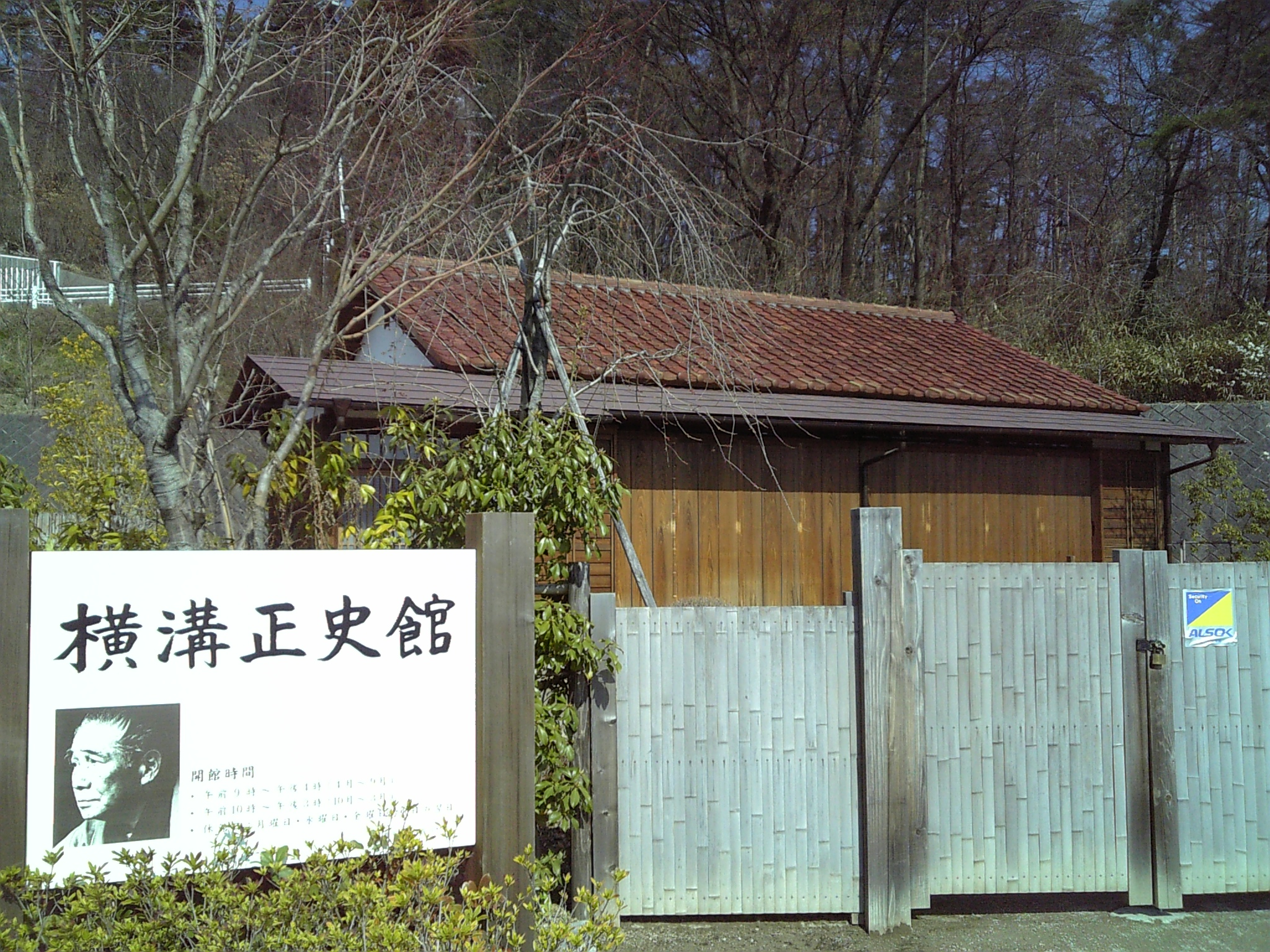
La casa dello scrittore.

Con lo scoppio della seconda guerra mondiale il recente successo di Yokomizo subì una dura battuta d'arresto e le sue condizioni di salute peggiorarono a causa dell'impossibilità di poter curare adeguatamente la tubercolosi. Per sfuggire ai raid aerei lui e la famiglia vennero sfollati a casa del padre presso il villaggio di Mabi-chō a Kurashiki, nella Prefettura di Okayama, dove vissero in condizione di povertà. Di indole fatalista, pare che Yokomizo scherzasse con i conoscenti chiedendosi se a finirlo sarebbe stata la malattia o le privazioni della guerra.
Finite delle ostilità si concentrò quasi esclusivamente sul genere giallo, con particolare attenzione ai misteri irrisolvibili ed i suoi romanzi attirarono un pubblico sempre più vasto. Sulla rivista letteraria Hōseki (宝石?) diede alle stampe, a puntate, Il detective Kindaichi (本陣殺人事件?, Honjin satsujin jiken, "Il caso dell'omicidio dell'honjin") e Chōchō satsujin jinken (蝶々殺人事件? "Il caso dell'omicidio della farfalla"), entrambi nel 1946. Il grande successo dei suoi lavori gettarono le basi della nuova detective story giapponese di matrice occidentale che si diffuse sui periodici con il boom del dopoguerra.
La sua fama raggiunse l'apice negli anni Settanta grazie alla saga della famiglia Inugami che lo consacrò definitivamente dandogli anche il soprannome di "John Dickson Carr giapponese", facendo riferimento al suo autore preferito.
Seishi Yokomizo morì nel 1981 per un cancro al colon, la sua tomba è situata presso il cimitero Seishun-en di Kawasaki, nella Prefettura di Kanagawa.

## Il manoscritto ritrovato
Nel 2018 Tadayoshi Yamaguchi, Professore di Letteratura e Tomoaki Hamada, specialista di romanzi investigativi, hanno salvato dall'oblio un romanzo finora ignoto di Yokomizo risalente al periodo bellico.
L'opera, di genere romantico, è intitolata Yukiwarizo (la parola in giapponese indica il fiore di hepatica, un tipo di ranuncolo che fiorisce durante il primissimo disgelo) e pare che sia stato pubblicato a puntate da giugno a dicembre del 1941 sul Niigata Mainichi Shimbun' e poi sul Niigata Nichi Nichi Shimbun (oggi il giornale si chiama Niigata Nippo). Di "Yukiwariso" ne sono state ritrovate undici pagine presso gli archivi dell'Università Nishogakusha dove lavora il Professor Yamaguchi mentre altre quindici sono state rinvenute al Museo Setagaya di Tokyo.
Sfortunatamente mancano ancora molti frammenti dell'opera e con l'autorizzazione della figlia di Yokomizu, Rumi Nomoto, i due studiosi hanno annunciato che provvederanno alla pubblicazione della storia presso la casa editrice Ebisukosyo contribuendo ad integrare le parti mancanti.

## Opere
In Italia sono uscite finora poche opere dell'autore.
- Il detective Kindaichi e la maledizione degli Inugami (Inugamiche no ichizoku, 1972), trad. di Francesco Vitucci, Collana La memoria n.1308, Palermo, Sellerio, 2024, ISBN 978-88-389-4684-4.
- Il teatro fantasma (Toranpudaijō no kubi, Yūreiza, Kurasu, 1973), trad. di Alessandro Passarella e Francesco Vitucci, Collana La memoria n.1280, Palermo, Sellerio, 2023, ISBN 978-88-389-4569-4.
- Il detective Kindaichi (Honjin satsujin jiken, 1973), trad. di Francesco Vitucci, Collana La memoria n.1133, Palermo, Sellerio, 2019, ISBN 978-88-389-3924-2.
- La locanda del Gatto nero (Kuronekotei jiken, 1973), trad. di Francesco Vitucci, Palermo, Sellerio, 2020.
- L'ascia, il koto e il crisantemo (Inugamike No Ichizoku, 1976), trad. [dal francese] di Sara Cantoni, Giallo Mondadori n°1969, 26 ottobre 1986.
- Fragranze di morte (Kuroran hime, Kōsui shinjū, 1976), trad. di Francesco Vitucci, Collana La memoria n.1220, Palermo, Sellerio, 2022, ISBN 978-88-389-4307-2.

## Altri media
- I romanzi con protagonista il detective Kosuke Kindaichi sono stati illustrati ed editi da Kadokawa Shoten su Asuka Comics DX col nome Kosuke Kindaichi Best Sellection Comics. I capitoli sono poi stati raccolti in 6 volumetti Tankōbon.
- Il manga Kindaichi shōnen no jikenbo, poi adattato anche in una serie anime e di light novel, ha come protagonista il liceale Hajime Kindaichi che si dice essere nipote del famoso investigatore Kosuke e, come il nonno, risolve casi misteriosi; Hajime usa spesso usa la frase «Nel nome di mio nonno...» per sottolineare la parentela con il detective ideato da Yokomizo.
- Kosuke Kindaichi appare come cammeo nel sesto volume del manga Detective Conan.
- Nel 15º episodio de Le nuove avventure di Lupin III Kindaichi è uno degli invitati di un conte tedesco di cui Lupin vorrebbe rubarne il tesoro di famiglia, insieme a lui appaiono altri noti detective che dovrebbero sventare la rapina.
- Nella serie Lupin III - l'avventura italiana il detective Akechi Kousuke Holmes prende ispirazione nel nome da tre importanti detective del genere giallo: Akechi come Kogoro Akechi ideato da Edogawa Ranpo, Kosuke come Kosuke Kindaichi creato da Seishi Yokomizo e Holmes come lo Sherlock Holmes di Arthur Conan Doyle.
- Molti dei romanzi di Yokomizo sono stati trasposti per la televisione in serial e film[4][5].

## Curiosità
- Il Premio Yokomizo è un concorso letterario bandito annualmente da Kadokawa Shoten e Tokyo Broadcasting System a partire dal 1980 in onore dello scrittore, il premio viene assegnato per storie di genere giallo e mystery inedite, il vincitore riceve una statuetta di Kosuke Kindaichi e 10.000.000 di yen. L'opera vincitrice viene pubblicata da Kadokawa Shoten e poi trasposta in un film o serie per la tv.
- Il detective Kosuke Kindaichi (金田一 耕助?, Kindaichi Kosuke) è il personaggio più noto creato dalla penna di Yokomizo, protagonista di oltre venti romanzi e famoso per il suo aspetto trasandato e poco curato, è un investigatore famosissimo in Giappone, un classico associato al genere come in Europa può esserlo Maigret.